# Meromacrus melansoni
Meromacrus melansoni är en tvåvingeart som beskrevs av Blatch 2003. Meromacrus melansoni ingår i släktet Meromacrus och familjen blomflugor. Inga underarter finns listade i Catalogue of Life.